# ماوريسيو جوميز بيريز
ماوريسيو جوميز بيريز (بالإسبانية: Mauricio Gómez Pérez)‏ هو لاعب كرة قدم كولومبي في مركز الوسط، ولد في 8 مارس 1983 في ميديلين في كولومبيا. لعب مع Llaneros F.C. ‏.

## وصلات خارجية
- ماوريسيو جوميز بيريز على موقع قاعدة بيانات كرة القدم.إي يو (الإنجليزية)
- ماوريسيو جوميز بيريز على موقع Soccerway.com (الإنجليزية)